# Heinrich von Winkelried
Heinrich von Winkelried († 1303), genannt Schrutan, war ein Ritter aus der Schweiz. Er wurde zum ersten Mal am 22. April 1275 urkundlich erwähnt.

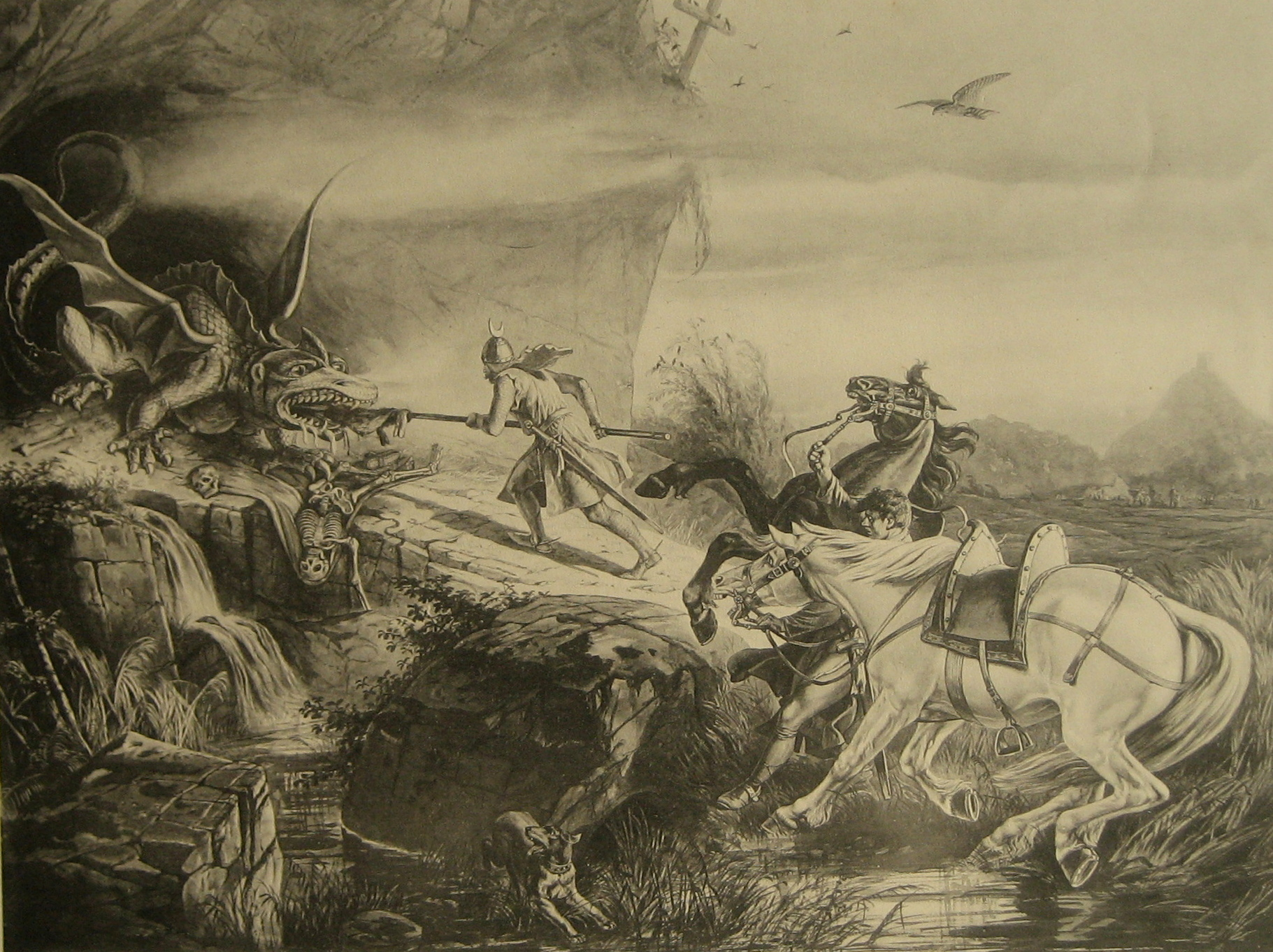
Heinrich von Winkelrieds Kampf mit dem Drachen. Darstellung von Karl Jauslin

Schrutan oder Struthan von Winkelried tötet den Drachen (ca. 1750)

## Leben
Über sein Leben ist wenig bekannt, möglicherweise war er der Sohn des Ritters Rudolf von Winkelried. Unter den Namen «Heinrich genannt Schrutan» und «Heinrich von Winkelried genannt Schrutan» wird er mehrfach als Zeuge aufgeführt.

## Stammsitz
Der Stammsitz der Winkelriede war vermutlich in Ennetmoos im Kanton Nidwalden in der Nähe von Stans am Vierwaldstättersee in der Schweiz. Beweise dafür gibt es aus historischer Sicht keine. Das Wappen mit dem Drachen der Gemeinde Ennetmoos wurde aber im Laufe des 20. Jahrhunderts aufgrund der Sage Schrutans gestaltet.
Wie früh und welche Lehen die Winkelriede besassen, ob die nach ihnen benannte Hofstatt früher zum Hause Habsburg gehört hat, lässt sich mit Chroniken und anderen schriftlichen Dokumenten nicht beantworten. Es fliessen erst im 13. Jahrhundert aus dem Urkundenschatz Engelbergs Quellen für die Geschichte Unterwaldens.

## Beiname «Schrutan»
Schrutan ist ein Wort aus der Fantasiewelt und bedeutet: «Riese, einer der Hüter des Rosengartens». Warum Winkelried diesen Beinamen erhielt, ist aus den historischen Quellen nicht ersichtlich. Häufig entlehnten allerdings ritterliche Familien ihre Bei- oder auch Vornamen der zeitgenössischen Dichtung. Der Name Schrutan (auch Strutan und Struthan) könnte unter Umständen aus dem Nibelungenlied stammen, in dem in Vers 1880, 1 in dem Turnier mit den Burgunden ein Ritter von Etzels Hof namens «Schrûtân» erwähnt wird («Schrûtân unde Gibeche / ûf den bûhurt riten» – «Schrutan und Gibeche ritten zum Buhurt»).

## Sage
Winkelried und der Lindwurm
In Unterwalden beim Dorf Wyler hauste in der uralten Zeit ein scheußlicher Lindwurm, welcher alles, was er ankam, Vieh und Menschen, tötete und den ganzen Strich verödete, dergestalt, daß der Ort selbst davon den Namen Ödwyler empfing. Da begab es sich, dass ein Eingeborener, Winkelried geheißen, als er einer schweren Mordtat halben landesflüchtig werden müssen, sich erbot, den Drachen anzugreifen und umzubringen, unter der Bedingung, wenn man ihn nachher wieder in seine Heimat lassen würde. Da wurden die Leute froh und erlaubten ihm wieder in das Land; er wagt' es und überwand das Ungeheuer, indem er ihm einen Bündel Dörner in den aufgesperrten Rachen stieß. Während es nun suchte, diesen auszuspeien und nicht konnte, versäumte das Tier seine Verteidigung und der Held nutzte die Blößen. Frohlockend warf er den Arm auf, womit er das bluttriefende Schwert hielt, und zeigte den Einwohnern die Siegestat, da floß das giftige Drachenblut auf den Arm und an die bloße Haut, und er mußte alsbald das Leben lassen. Aber das Land war errettet und ausgesöhnt; noch heutigestags zeigt man des Tieres Wohnung im Felsen und nennt sie die Drachenhöhle.
Quelle: Jacob und Wilhelm Grimm: Deutsche Sagen, 3. Auflage, 1865, Nr. 218
aus: Leander Petzoldt: Historische Sagen, mit Anmerkungen und Erläuterungen, Band II, Baltmannsweiler 2001, Nr. 610, S. 131.

## Nachkommen
- Rudolf von Winkelried († 1325)
- Walther von Winkelried († 1325).

Ein Erni Winkelried wird in Liebenaus Werk als Enkel von Heinrich genannt, siehe dazu auch Arnold Winkelried.

## Trivia
Die Sage von Winkelried und dem Lindwurm wurde 2022 musikalisch von der deutschsprachigen Mittelalter-Folk-Rock-Band Schandmaul im Lied Tatzelwurm auf dem Album Knüppel aus dem Sack musikalisch interpretiert.